# Fernando Belmonte
Fernando Belmonte Valdivia (Guadalajara, Jalisco, México) es un futbolista mexicano retirado que jugaba en la posición de mediocampista. Surgió de las fuerzas básicas del Club Deportivo Guadalajara y participó en los XV Juegos Centroamericanos y del Caribe con la Selección de fútbol de México.
Disputó las temporadas 1987-88 y 1988-89 con el Club Deportivo Tapatío de la Segunda División "A". Para la temporada 1989-90 es considerado para el primer equipo y debuta en Copa México el 31 de enero de 1990, en un partido contra Correcaminos de la UAT, permaneciendo en la Primera División hasta la temporada 1991-92.
Para la temporada 1992-93 regresa a jugar en Segunda División ahora con el Tepíc. Recientemente se ha dedicado a dirigir equipos de fútbol femenil como el Azul y Oro.